# Michael Helming

Michael Helming

Michael Helming (* 30. September 1972 in Bremerhaven) ist ein deutscher Schriftsteller und Dramaturg.

## Leben
Er lebt seit 1993 in Ravensburg und verbindet in seiner literarischen Arbeit Themen und Motive der Subkultur mit denen der traditionellen Fantastik. Er veröffentlicht vor allem Kurzgeschichten, Poetry und Theaterstücke. Im Mittelpunkt seiner Texte steht immer wieder die Skepsis gegenüber jeder Art von Information und dem „Wissenden Menschen“. Vorbild diverser Erzählungen dürfte der argentinische Autor Jorge Luis Borges sein, über den Helming auch einen Essay veröffentlicht hat.
Szenisch arbeitet er nicht nur für Bühne und Film, sondern auch im öffentlichen Raum. So entstand beispielsweise 2006 ein durch Andreas Knitz angeregter Text für das Denkmal der grauen Busse.
Michael Helming ist Mitherausgeber diverser Beat- und Slam-Anthologien und er war mehrfach Teilnehmer des German International Poetry Slam (GIPS). Er erhielt einige Literaturpreise, etwa den Ravensburger Literaturpreis.
Seine Texte erscheinen in Literaturzeitschriften wie Dopen, Außer.dem, Macondo oder Schreibkraft. Seit 2009 gehört Michael Helming zum engeren redaktionellen Kreis der Philosophiezeitschrift Lichtwolf, in der er seit 2006 regelmäßig veröffentlicht. 

## Veröffentlichungen (Auswahl)
Kurzprosa und Essay:
- Tiefe Türme, München 2002, ISBN 3-8316-1033-9
- Monstertour D’Amour, Hamburg 2004, ISBN 3-434-54520-4
- Tegobis Mechanik des Lachens, Düsseldorf, 2005, ISBN 3-933570-08-5
- Wolkenkratzer, Bochum 2006, ISSN 1436-7378
- Traduttore / Traditore, Dortmund 2007, ISBN 978-3-9808278-9-8
- Der Turing-Test, Dresden 2008, ISSN 1865-9586
- "Timbre der Grenze", Graz 2010, ISBN 978-3-902106-15-5
- Isolierte Verbindungen, Dresden 2013, ISSN 1438-9355
- Klassenkampf im Schuhgeschäft (über Svatopluk Turek), Hage 2014, ISBN 978-3-941921-37-5
- Auch du bist Haßloch, Graz 2015, ISBN 978-3-902106-23-0

Einzeltitel:
- Rundskreise, Roman, Rottenburg 2000, ISBN 3-931627-96-9
- Auto(r)aggression, Kurze Texte, Rottenburg 2002, ISBN 3-935121-81-4
- Atomtextgelände, Erzählungen, Augsburg 2004, ISBN 3-937536-05-1
- Die vorläufig letzte Fassung der Gegenwart, Kurze Texte, Hage, 2010, ISBN 978-3-941921-01-6
- Leichen treppauf, Vier Autorenportraits, Hage, 2011, ISBN 978-3-941921-02-3
- Fliegende Fische, Roman, Hage, 2017, ISBN 978-3-941921-67-2
- Bye Bye Babel, Reise zu fünf vergessenen Autoren Osteuropas, Hage, 2021, ISBN 978-3-941921-72-6

Theaterarbeiten:
- Die Schneestürmer, UA: Theater ... und so fort, München, 2005
- Pauls Brut, UA: Theater … und so fort, München, 2005
- Love of my Life, UA: Theater Konstanz, 2007
- Traumhalden, UA: Theater Konstanz, 2008
- Querschläger, UA: Theater Konstanz, 2009